# Station Commentry
Station Commentry is een spoorwegstation in de Franse gemeente Commentry gelegen aan de spoorlijn Montluçon - Moulins.